# Личик, Анджей
Анджей Ли́чик (род. 4 марта 1977, Польша) — польский боксёр-любитель, призёр чемпионата Европы 2004 года, член олимпийской сборной Польши на Олимпиаде 2004 года.